# Unión de Pequeños Productores del Chaco
La Unión de Pequeños Productores del Chaco es una agrupación de pequeños productores de la zona que lucha contra la concentración de la propiedad de la tierra,la contaminación de los recursos naturales producto de la expansión de la frontera agrícola y el mal manejo del agua.

## Propuestas y objetivos

### Con respecto al acceso a la tierra
- "Que la tierra sea considerada un bien social y no un negocio. Que se contemple la vida en y de la tierra, esto implica desarrollar políticas de desarrollo rural con las organizaciones campesinas y no tan sólo programas focalizados y de alivio a la pobreza."
- "Que se haga una más justa distribución de la tierra para que puedan acceder los campesinos e indígenas de las provincias."
- "Que los gobiernos hagan cumplir las leyes, donde se limita la compra masiva de las tierras y la venta de tierras por los extranjeros y que se impulse algún proyecto de ley, para favorecer la adjudicación de tierras para los pequeños productores campesinos e indígenas a nivel regional, con la participación de los mismos."
- "Proponemos la entrega de lotes de tierra a familias de pequeños productores o trabajadores rurales con ocupaciones permanentes en el lugar de residencia de origen, mediante donaciones, expropiaciones y venta por concurso o en forma directa a largo plazo, con años de gracia y con características de inembargables, imprescriptibles e inajenables. Como así también, planes que favorezcan el arraigo de las familias."
- "Que las autoridades de los gobiernos provinciales y nacionales regularicen la situación de la tierra de los campesinos e indígenas y que se respeten las ocupaciones de tierra que pertenezcan al Estado provincial y nacional, o que fueron mal adjudicadas o vendida a empresarios. Además, que el Estado destine recursos humanos y financieros para la regularización."
- "Que se establezcan normas de protección y uso de los recursos naturales de los mismos lotes.

En caso de venta, que el terreno mismo sea la garantía de pago al Estado y que con lo recaudado, se cree un fondo a ser manejado por las organizaciones, ONG y el Estado para la compra de lotes privados para las familias sin tierras."
- "Proponemos hacer cumplir las leyes que nos amparan como campesinos en la ocupación de los lotes con “animo de dueño” y encarar judicialmente de manera definitiva el derecho de posesión veinteañal."
- "Participar en los planes de ordenamiento territorial impulsados por la provincia, con previa capacitación de los involucrados."
- "Realizar un estudio de títulos en las provincias donde se necesite hacerlos para conocer el origen de los mismos."
- "Por todo esto, unificamos las luchas entre pueblos indígenas y campesinos para defender el territorio que por derecho nos corresponde."[1]

### Con respecto a la contaminación de los suelos
- "Creación de un adecuado sistema de control de distribución, comercialización y uso de los agrotóxicos."
- "Realización de monitoreos continuos de las condiciones ambientales y sociales derivados de la aplicación de estos productos."
- "Realización de estudios epidemiológicos de las poblaciones expuestas."
- "Mejorar el registro de intoxicaciones por plaguicidas ,solo así se podrá visualizar esta problemática en su dimensión real.Para que esto ocurra no sólo se debe favorecer la llegada de la población a los centros de salud sino capacitar al servicio de atención médica para detectar y registrar en las planillas correspondientes dichas intoxicaciones."
- "Actualización permanente de las leyes y reglamentaciones en base al avance que se produce en el conocimiento sobre el impacto de los plaguicidas y herbicidas en los seres humanos y el ambiente."
- "Creación de leyes que protejan y promuevan la producción agroecológica de alimentos."
- "Hacer cumplir las leyes vigentes en relación al tema a niveles provincial y nacional con participación activa de las organizaciones locales en el contralor."[1]

### Con respecto al agua
- "Establecer prioridades regionales para el aprovechamiento de acuíferos, atendiendo a las características socioeconómicas de cada área."
- "Establecer sistemas de producción acordes a las características ecológicas de la región."[1]